# EU-mechanisme voor civiele bescherming
Het EU-mechanisme voor civiele bescherming omvat alle regelingen van de Europese Unie en meewerkende landen voor Europese samenwerking inzake burgerbescherming bij rampen. Dit betreft niet alleen de reactie op rampen binnen en buiten de EU, maar ook preventie en paraatheid. De functionele kern van het mechanisme is het Coördinatiecentrum voor noodhulp (ERCC). Het mechanisme valt onder de bevoegdheid van het directoraat-generaal Europese Civiele Bescherming en Humanitaire Hulp.
In oktober 2001 stelde de Europese Commissie het EU-mechanisme voor civiele bescherming in werking, met als doel de samenwerking tussen de EU-landen en 8 deelnemende staten op het gebied van civiele bescherming te versterken om de preventie, paraatheid en reactie op rampen te verbeteren.
Wanneer een noodsituatie de responscapaciteit van een land in Europa en daarbuiten te boven gaat, kan het via het mechanisme om bijstand verzoeken. De Commissie speelt een sleutelrol bij de coördinatie van de wereldwijde respons op rampen en draagt voor ten minste 75% bij in de vervoers- en/of operationele kosten van de inzet.

## Deelnemers
Alle EU-lidstaten, alsmede Albanië, Bosnië en Herzegovina, IJsland, Montenegro, Noord-Macedonië, Noorwegen, Servië en Turkije nemen deel aan het EU-mechanisme voor civiele bescherming.

## Onderdelen
Het beleidskader voor civiele bescherming omvat onder meer:
- EU Civil Protection Knowledge Network (EU-kennisnetwerk voor civiele bescherming)
- Early Warning and Information Systems (Systemen voor vroegtijdige waarschuwing en informatie)
- Emergency Response Coordination Centre (ERCC) (Coördinatiecentrum voor respons in noodsituaties (ERCC))
- Emergency Support Instrument (Instrument voor ondersteuning in noodsituaties)
- European Civil Protection Pool (Europese pool voor civiele bescherming)
- European Disaster Risk Management (Europees risicobeheer bij rampen)
- European Medical Corps (Europees medisch korps)
- Peer Review programme (Programma voor collegiale toetsing)
- The national disaster management system (Het nationale rampenbestrijdingssysteem in de deelnemende landen)
- rescEU (rescEU).